# 津山村 (新潟県)
津山村（つやまむら）は、かつて新潟県北魚沼郡にあった村。

## 沿革
- 1889年（明治22年）4月1日 - 町村制施行に伴い北魚沼郡和南津村、中山村が合併し、津山村が発足。
- 1901年（明治34年）11月1日 - 北魚沼郡川口村と合併し、川口村を新設して消滅。